# Ехреньга
Ехреньга — река в России, протекает в Бабушкинском районе Вологодской области. Устье реки находится в 82 км по левому берегу реки Кунож. Длина реки составляет 12 км.
Исток Ехреньги расположен в 11 км к юго-западу от села Миньково, в южной части Сямженского болота, к северу от этого болота берёт исток Сямжа, здесь проходит водораздел между бассейнами Волги и Сухоны.
Ехреньга течёт на юг по ненаселённому заболоченному лесу, крупных притоков нет. Впадает в Кунож в 9 км к северо-западу от села Юркино.

## Данные водного реестра
По данным государственного водного реестра России относится к Верхневолжскому бассейновому округу, водохозяйственный участок реки — Унжа от истока и до устья, речной подбассейн реки — Бассей притоков Волги ниже Рыбинского водохранилища до впадения Оки. Речной бассейн реки — (Верхняя) Волга до Куйбышевского водохранилища (без бассейна Оки).
Код объекта в государственном водном реестре — 08010300312110000014894.